# Білилівський кратер
Білилівська астробле́ма — імпактна структура, що сформувалась в результаті падіння метеорита близько 165 млн років тому.
Розташована в західній частині Українського щита поблизу села Білилівка Житомирської області. Її діаметр становить 3,2 км.

## Характеристика
В основі розрізу структури залягає пачка аутигенних брекчій, що утворилися з порід фундаменту, які з глибиною поступово переходять у катаклазовані гранітоїди фундаменту. Над ними залягає алогенна брекчія з уламків порід основи та скла. товщиною до 130 м. Вони перекриті товщею зювітів, потужність яких у центральній частині структури становить 100—120 м, а на периферії зменшується до 60—70 м. У центральній та південно-західній частинах структури аутигенні та алогенні брекчії вміщують штокверкоподібні тіла тагамітів потужністю 2—10 м. Вік тагамітів, встановлений К-Ar методом, 105—125 млн років.